# Coalition pour la Vie et la Famille
Die Coalition for Life and Family (englisch, CLF) bzw. Coalition pour la Vie et la Famille (französisch, CVF, deutsch „Koalition für Leben und Familie“) war eine europäische politische Partei, die sich insbesondere gegen Abtreibung und für „traditionelle Familienwerte“, also beispielsweise gegen Homosexualität, einsetzt. Die Partei beantragte für das Jahr 2017 die Anerkennung durch das europäische Parlament und damit verbunden Parteienfinanzierung durch das europäische Parlament. Diese wurde ihr für das Jahr 2017 zugesprochen. Nach den geänderten Regeln für die europäische Parteienfinanzierung konnte die CVF für 2018 keine Finanzierung beantragen, da sie keinen Abgeordneten im Europäischen Parlament hatte.
Die CVF wurde insbesondere von der französischen Organisation Civitas getragen, die seit April 2016 als Partei agiert. Civitas wird als katholisch-traditionalistisch nationalistisch, und rechtsextrem eingeschätzt. Sie steht der Priesterbruderschaft St. Pius X. nahe. Präsident der CLF war der gebürtige Belgier Alain Escada, gleichzeitig Civitas-Vorsitzender. Mitgründer war das Civitas-Mitglied François-Xavier Peron.

## Ziele
Die Partei setzte sich für – aus ihrer Sicht – traditionelle christliche Familienwerte ein. Das beinhaltet zum Beispiel die Ehe ausschließlich als Verbindung von Mann und Frau. Sie lehnte Abtreibung und Sterbehilfe in jeder Form ab. Sie kämpfte gegen die „LGBT-Lobby“ und lehnte Gender-Theorien ab.

## Mitglieder
CVF hatte keine Abgeordneten im Europäischen Parlament, aber Mitglieder in den nationalen und regionalen Parlamenten von Österreich, Griechenland, Italien, Lettland, Litauen, Polen, Spanien und der Slowakei. Darunter waren Abgeordnete rechtsextremer Parteien wie der griechischen Goldene Morgenröte und der slowakischen Volkspartei Unsere Slowakei. Mitglied war auch der Franzose Olivier Wyssa, der gleichzeitig Mitglied der rechtsextremen Europapartei Allianz für Frieden und Freiheit war. Weitere Mitglieder hatte die CVF in Deutschland, Ungarn, Portugal und Rumänien.

### Mitglieds-/Partnerorganisationen
- Frankreich: Civitas
- Spanien: Alternative espagnole[12]

### Bekannte Einzelmitglieder
In Klammern damaliges Amt.
- Frankreich: Olivier Wyssa
- Frankreich: Christiane Canestrari (Stadtrat Échirolles, gewählt für Front National)[16]
- Österreich: Martina Schenk (Freie Liste Österreich, Nationalrat)[17][18]
- Lettland: Mihails Zemļinskis (Saskaņa, Nationalparlament)[18]
- Italien: Daniela Ruffino (Forza Italia, Regionalparlament Piemont)[18]
- Litauen: Petras Grazulis (Tvarka ir teisingumas, Nationalparlament)[18]
- Polen: Robert Artur Winnicki (Kukiz'15, Nationalparlament)[18]
- Slowakei: Martin Belusky (L'SNS, Nationalparlament)[18]
- Spanien: Angel Sainz Ruiz (PRC, Regionalparlament Kantabrien)[18]
- Griechenland: Christos Rigas (LEPEN,[19] Regionalparlament)[18]